# Spinembolia clabnum
Spinembolia clabnum là một loài nhện trong họ Theridiidae. Chúng thuộc chi đơn loài Spinembolia và được Michael J. Roberts miêu tả năm 1978.